# Communauté de communes des Aspres
La communauté de communes des Aspres est une communauté de communes française, située dans le département des Pyrénées-Orientales et la région Occitanie.

## Historique
Elle est créée le 31 décembre 1997.

## Territoire communautaire

### Composition
La communauté de communes est composée des 19 communes suivantes :

| Nom                              | Code Insee | Gentilé          | Superficie (km2) | Population (dernière pop. légale) | Densité (hab./km2) |
| -------------------------------- | ---------- | ---------------- | ---------------- | --------------------------------- | ------------------ |
| Thuir (siège)                    | 66210      | Thuirinois       | 19,9             | 8 215 (2022)                      | 413                |
| Banyuls-dels-Aspres              | 66015      | Banyulencqs      | 10,53            | 1 397 (2022)                      | 133                |
| Brouilla                         | 66026      | Brouillanencs    | 7,83             | 1 586 (2022)                      | 203                |
| Caixas                           | 66029      | Cachanecs        | 28,11            | 131 (2022)                        | 4,7                |
| Calmeilles                       | 66032      | Calmeillens      | 13,22            | 60 (2022)                         | 4,5                |
| Camélas                          | 66033      | Camélais         | 12,72            | 463 (2022)                        | 36                 |
| Castelnou                        | 66044      | Castelnouvois    | 19,28            | 286 (2022)                        | 15                 |
| Fourques                         | 66084      | Fourcatins       | 9,39             | 1 333 (2022)                      | 142                |
| Llauro                           | 66099      | Llauronencs      | 8,34             | 314 (2022)                        | 38                 |
| Montauriol                       | 66112      |                  | 11,1             | 251 (2022)                        | 23                 |
| Oms                              | 66126      | Ulmiens          | 18,53            | 354 (2022)                        | 19                 |
| Passa                            | 66134      | Passanencs       | 13,47            | 1 079 (2022)                      | 80                 |
| Saint-Jean-Lasseille             | 66177      | Lasseillais      | 2,89             | 1 578 (2022)                      | 546                |
| Sainte-Colombe-de-la-Commanderie | 66170      | Sainte-Colombans | 4,74             | 172 (2022)                        | 36                 |
| Terrats                          | 66207      | Terratois        | 7,32             | 799 (2022)                        | 109                |
| Tordères                         | 66211      | Tordérencs       | 9,91             | 186 (2022)                        | 19                 |
| Tresserre                        | 66214      | Tresserrois      | 11,21            | 1 171 (2022)                      | 104                |
| Trouillas                        | 66217      | Trouillasencs    | 17,01            | 2 291 (2022)                      | 135                |
| Villemolaque                     | 66226      | Villemolaquais   | 6                | 1 289 (2022)                      | 215                |

### Démographie
| 1968   | 1975   | 1982   | 1990   | 1999   | 2010   | 2015   | 2021   |
| ------ | ------ | ------ | ------ | ------ | ------ | ------ | ------ |
| 10 366 | 11 908 | 12 859 | 14 309 | 16 040 | 18 721 | 20 530 | 22 700 |

## Administration

### Siège
Le siège de la communauté de communes est situé à Thuir.

### Les élus
Le conseil communautaire de la communauté de communes se compose de 39 délégués représentant chacune des communes membres et élus pour une durée de six ans.
Ils sont répartis comme suit :
| Nombre de délégués | Communes                                                                    |
| ------------------ | --------------------------------------------------------------------------- |
| 14                 | Thuir                                                                       |
| 3                  | Trouillas                                                                   |
| 2                  | Banyuls-dels-Aspres, Brouilla, Fourques, Saint-Jean-Lasseille, Villemolaque |
| 1                  | les 12 autres communes                                                      |

### Présidence
| Période                                  | Période  | Identité   | Étiquette | Qualité                  |
| ---------------------------------------- | -------- | ---------- | --------- | ------------------------ |
| Les données manquantes sont à compléter. |          |            |           |                          |
|                                          | En cours | René Olive | PS        | Maire de Thuir (1989 → ) |

### Régime fiscal et budget
Le régime fiscal de la communauté de communes est la fiscalité professionnelle unique (FPU).